# Alt-Bernsau
Die Burg Alt-Bernsau war erster Sitz der Ritter von Bernsau. Heute ist die abgegangene Niederungsburg bis auf wenige Mauerreste zerfallen.
Sie lag im Aggertal nordöstlich von Overath im Rheinisch-Bergischen Kreis in Nordrhein-Westfalen.
Alt-Bernsau war einer von acht Rittersitzen in Overath. Daneben gab es noch Auelburg, Großbernsau, zur Moelen, Vilkerode, Steynhuys, Brambach und Kombach.